# Xanthothrix stagmatogon
Xanthothrix stagmatogon là một loài bướm đêm trong họ Noctuidae.